# 木村恵里子
木村 恵里子（きむら えりこ、旧姓 畑、1983年3月14日 - ）は福井県出身の元バスケットボール選手である。富士通レッドウェーブ所属。

## 人物
足羽高校から、2002年に日立製作所に入社し、戸塚女子バスケットボール部に所属。
しかし1年で休部となったため、富士通に移籍。
以降徐々に出場試合数を増やし、移籍3年目からはレギュラーシーズン20試合以上出場し主力に定着。
オールジャパン連覇及びWリーグ初優勝にも貢献する。
2006年にはアジア大会の日本代表として銅メダルを獲得。
2008年には北京オリンピック最終予選の日本代表候補にも選ばれたが、落選。
2011年、ロンドン五輪アジア予選を兼ねたアジア選手権の日本代表に選ばれる。
2012年引退。引退後はアシスタントコーチを務めた。

## 経歴
- 足羽高校 - 日立戸塚（2002年〜2003年） - 富士通（2003年〜2012年）

## 日本代表歴
- 2001ジュニア世界選手権
- 2006アジア大会
- 2011アジア選手権